# 260 (liczba)
260 (dwieście sześćdziesiąt) – liczba naturalna następująca po 259 i poprzedzająca 261.

## W matematyce
Magiczna stała normalnego magicznego kwadratu n × n i problemu n - hetmanów dla n =  8, czyli rozmiaru rzeczywistej szachownicy.
260 to także magiczna stała magicznego kwadratu Franklina opracowanego przez Benjamina Franklina.
| 52 | 61 | 4  | 13 | 20 | 29 | 36 | 45 |
| 14 | 3  | 62 | 51 | 46 | 35 | 30 | 19 |
| 53 | 60 | 5  | 12 | 21 | 28 | 37 | 44 |
| 11 | 6  | 59 | 54 | 43 | 38 | 27 | 22 |
| 55 | 58 | 7  | 10 | 23 | 26 | 39 | 42 |
| 9  | 8  | 57 | 56 | 41 | 40 | 25 | 24 |
| 50 | 63 | 2  | 15 | 18 | 31 | 34 | 47 |
| 16 | 1  | 64 | 49 | 48 | 33 | 32 | 17 |

Mała przekątna daje 260, a dodatkowo szereg kombinacji dwóch połówek przekątnych czterech liczb od rogu do środka daje 260.

## W innych dziedzinach
W świętym kalendarzu Majów Tzolkin jest 260 dni.